# Wild World (álbum)
Wild World es el segundo álbum de la banda británica Bastille, lanzado el 9 de septiembre de 2016 por Virgin Records Ltd. en Reino Unido y por Universal Music Group internacionalmente (excepto Estados Unidos).
El álbum debutó en el primer puesto en las listas de UK Albums Chart la primera semana de su lanzamiento. Wild World fue el primer álbum de Bastille lanzado sin el baterista Chris 'Woody' Wood, quien fue reemplazado temporalmente por el exbaterista de Devo David Kendrick.

## Lista de canciones
- Edición estándar

| Wild World |                                          |              |          |  |
| N.º        | Título                                   | Escritor(es) | Duración |  |
| 1.         | «Good Grief»                             | Dan Smith    | 3:26     |  |
| 2.         | «The Currents»                           | Dan Smith    | 3:24     |  |
| 3.         | «An Act of Kindness»                     | Dan Smith    | 3:28     |  |
| 4.         | «Warmth»                                 | Dan Smith    | 3:49     |  |
| 5.         | «Glory»                                  | Dan Smith    | 4:41     |  |
| 6.         | «Power»                                  | Dan Smith    | 3:29     |  |
| 7.         | «Two Evils»                              | Dan Smith    | 2:46     |  |
| 8.         | «Send Them Off!»                         | Dan Smith    | 3:20     |  |
| 9.         | «Lethargy»                               | Dan Smith    | 3:24     |  |
| 10.        | «Four Walls (The Ballad of Perry Smith)» | Dan Smith    | 4:12     |  |
| 11.        | «Blame»                                  | Dan Smith    | 2:55     |  |
| 12.        | «Fake It»                                | Dan Smith    | 4:04     |  |
| 13.        | «Snakes»                                 | Dan Smith    | 3:17     |  |
| 14.        | «Winter of Our Youth»                    | Dan Smith    | 3:23     |  |

| Edición completa |                |              |          |  |
| N.º              | Título         | Escritor(es) | Duración |  |
| 15.              | «Way Beyond»   | Dan Smith    | 3:19     |  |
| 16.              | «Oil on Water» | Dan Smith    | 2:58     |  |
| 17.              | «Campus»       | Dan Smith    | 3:03     |  |
| 18.              | «Shame»        | Dan Smith    | 3:30     |  |
| 19.              | «The Anchor»   | Dan Smith    | 3:24     |  |

| Edición de Japón y edición exclusiva de Target |                                    |              |          |  |
| N.º                                            | Título                             | Escritor(es) | Duración |  |
| 19.                                            | «Final Hour»                       | Dan Smith    | 3:08     |  |
| 20.                                            | «The Anchor»                       | Dan Smith    | 3:24     |  |
| 21.                                            | «Send Them Off!» (Bunker Sessions) |              | 3:17     |  |

## Créditos
- Daniel Campbell Smith – Voz, teclados
- Kyle Jonathan Simmons – Teclados, coros, guitarra
- Will Farquarson – Bajo, guitarra, coros
- David Kendrick – Coros, batería

- Datos: Q25352474